# Mieczysław Zabierowski
Mieczysław Zabierowski (ur. 7 marca 1918 w Stanisławowie, zm. 20 marca 2004) – polski radiotelegrafista, żołnierz AK grupy sabotażowo-dywersyjnej. 

## Życiorys
Aresztowany 8 stycznia 1945 roku i po osądzeniu we Lwowie 10 sierpnia 1946 roku zesłany do łagrów Uchty i Workuty. W latach 50. powrócił w nowe granice Polski. Mieszkał w Głubczycach, gdzie m.in. zajmował się wiele lat krótkofalarstwem i prowadził młodzieżowy klub krótkofalowców. W 1992 odznaczony Odznaką Honorową Polskiego Związku Krótkofalowców.
Pozostawił wspomnienia W łagrach Uchty i Workuty, wyd. Kraków 1999